# (19444) Addicott
(19444) Addicott (1998 FT109) – planetoida z pasa głównego asteroid okrążająca Słońce w ciągu 3,42 lat w średniej odległości 2,27 j.a. Odkryta 31 marca 1998 roku.